# Stalin Rivas
Stalin José Rivas (Puerto Ordaz, 5 de agosto de 1971) é um ex-futebolista e treinador de futebol venezuelano.

## Carreira
Iniciou a carreira em 1988, no Mineros de Guayana. Atuou também por Standard de Liège, Boom, Minervén, Caracas, Millonarios, Deportivo Galicia, ItalChacao (atual Deportivo Petare), Italmaracaibo e Deportivo Táchira.

## Seleção
El Mago, que também atuou pela Seleção Venezuelana de Futebol entre 1989 e 1996, encerrou a carreira de atleta em 2006, quando regressou ao Mineros.
Pela Vinotinto, disputou quatro Copas América: 1989 (quando ele tinha apenas 17 anos), 1991, 1993 e 1995.